# Ендо Ватару
Ендо Ватару (яп. 遠藤 航, нар. 9 лютого 1993, Йокогама) — японський футболіст, що грає на позиції захисника чи опорного півзахисника за англійський клуб «Ліверпуль» і збірну Японії.

## Клубна кар'єра
Протягом 2010–2015 років грав за команду «Сьонан Бельмаре» Урава Ред Даймондс. З 2016 року захищє кольори «Урава Ред Даймондс».
18 серпня 2023 року англійський «Ліверпуль» офіційно оголосив про підписання півзахисника «Штутгарта». Футболіст уклав контракт із мерсисайдцями до літа 2026 року. За інформацією ЗМІ, сума трансферу склала 19 млн євро.

## Виступи за збірні
Був учасником футбольного турніру на Олімпійських іграх 2016 року. 
31 травня 2018 року був включений до заявки національної збірної на тогорічний чемпіонат світу.

## Статистика
Статистика виступів у національній збірній.
| Збірна Японії | Збірна Японії | Збірна Японії |
| Роки          | Ігри          | голи          |
| ------------- | ------------- | ------------- |
| 2015          | 5             | 0             |
| 2016          | 2             | 0             |
| 2016          | 4             | 0             |
| Усього        | 11            | 0             |

## Титули і досягнення
- Володар Кубка Джей-ліги: 2016
- Володар Кубка банку Суруга: 2017
- Клубний чемпіон Азії: 2017
- Володар Кубка Футбольної ліги: 2023-24
- Чемпіон Англії: 2024-25

Збірні
- Чемпіон Азії (U-23): 2016
- Срібний призер Кубка Азії: 2019